# Хагенбюхах
Хагенбюхах (нем. Hagenbüchach) — община и деревня в Германии, член административного сообщества Хагенбюхах-Вильгельмсдорф в Бавария.
Община расположена в административном округе Средняя Франкония на юге восточной части района Нойштадт-ан-дер-Айш-Бад-Виндсхайм и непосредственно подчиняется управлению административного сообщества Хагенбюхах-Вильгельмсдорф.

## География
Центр общины — пфаррдорф Хагенбюхах.
По данным на 31 декабря 2015 года:
- территория — 1150,16 га;[4][5]
- население — 1369 чел.;[6][7]
- плотность населения — 119,03 чел./км²;
- землеобеспеченность с учётом внутренних вод — 8401,46 м²/чел.

Община подразделяется на 6 административных единиц.

## История
Первое упоминание относится к 1158 году.

## Политика
бургомистр общины — Давид Шнайдер.

## Население
По оценке на 31 декабря 2015 года население общины Хагенбюхах составляет 1369 чел. 

| Дата      | 1840 | 1871 | 1900 | 1925 | 1939 | 1950 | 1961 | 1970 | 1987 | 2011 |
| --------- | ---- | ---- | ---- | ---- | ---- | ---- | ---- | ---- | ---- | ---- |
| Население | 422  | 445  | 433  | 443  | 415  | 714  | 678  | 703  | 820  | 1227 |

| Год       | 1960 | 1970 | 1980 | 1990 | 2000 | 2009 | 2010 | 2011 | 2012 | 2013 | 2014 | 2015 |
| --------- | ---- | ---- | ---- | ---- | ---- | ---- | ---- | ---- | ---- | ---- | ---- | ---- |
| Население | 684  | 710  | 798  | 852  | 1175 | 1250 | 1260 | 1244 | 1251 | 1272 | 1325 | 1369 |